# Bouaké
Bouaké är distrikthuvudort i Elfenbenskusten. Den ligger i distriktet Vallée du Bandama i den norra delen av landet, cirka 38 mil norr om Abidjan, vid järnvägen mellan Abidjan och Ouagadougou i grannlandet Burkina Faso. Den hade lite mer än en halv miljon invånare vid folkräkningen 2014 och är landets näst största stad samt den viktigaste transportknutpunkten och handelscentret i inlandet.
I Bouaké finns betydande textil- och livsmedelsindustri. Staden är ett katolskt biskopssäte och har en moské samt flera högskolor och forskningsinstitut. Den grundades 1899 som en fransk militärstation.